# Górskie Szosowe Mistrzostwa Polski 2020
Górskie Szosowe Mistrzostwa Polski 2020 – zawody w kolarstwie szosowym mające wyłonić najlepszych zawodników i zawodniczki w Polsce w rywalizacji na odcinkach górskich.
Baza zawodów mieściła się w Wysowej-Zdroju, a rywalizacja toczyła się na liczącej 25 kilometrów pętli rozpoczynającej się i kończącej w Uściu Gorlickim (wyjątkiem była ostatnia pętla kończąca dany wyścig, której meta znajdowała się w Kunkowej), a biegnącej przez Klimkówkę, Łosie, Bielankę, Leszczyny i Kunkowę. W rywalizacji elity mężczyźni pętlę tę pokonywali sześć razy (145 kilometrów), a kobiety czterokrotnie (95 kilometrów). Zmagania elity mężczyzn odbyły się 29 sierpnia, a kobiet dzień później.
Oprócz zmagań elity przeprowadzono również rywalizację w niższych kategoriach wiekowych.

## Medaliści
| Górskie Szosowe Mistrzostwa Polski 2020 | Górskie Szosowe Mistrzostwa Polski 2020 | Górskie Szosowe Mistrzostwa Polski 2020 | Górskie Szosowe Mistrzostwa Polski 2020 | Górskie Szosowe Mistrzostwa Polski 2020 | Górskie Szosowe Mistrzostwa Polski 2020               | Górskie Szosowe Mistrzostwa Polski 2020 |
| Data                                    | Państwo                                 | Wyścig                                  | Zwycięzca                               | Drugie miejsce                          | Trzecie miejsce                                       |                                         |
| --------------------------------------- | --------------------------------------- | --------------------------------------- | --------------------------------------- | --------------------------------------- | ----------------------------------------------------- | --------------------------------------- |
| 29 sie                                  | Polska                                  | Górskie szosowe mistrzostwa Polski      | Jakub Kaczmarek (Mazowsze Serce Polski) | Adam Stachowiak (Voster ATS Team)       | Paweł Franczak (Voster ATS Team)                      |                                         |
| 30 sie                                  | Polska                                  | Górskie szosowe mistrzostwa Polski      | Marta Lach (CCC-Liv)                    | Monika Brzeźna (Mat Atom Deweloper)     | Karolina Kumięga (TKK Pacific Toruń - Nestlé Fitness) |                                         |

## Konkurencje indywidualne (elita)

### Mężczyźni (29 sierpnia)
| Uście Gorlickie - Wysowa-Zdrój |  | (144 km) |

Do rywalizacji elity mężczyzn zgłoszono 85 zawodników, z czego na starcie stanęło 68, a sklasyfikowanych zostało 53. Złoty medal zdobył Jakub Kaczmarek, który wyprzedził Adama Stachowiaka i Pawła Franczaka.
| \| Klasyfikacja generalna \| Klasyfikacja generalna \| Klasyfikacja generalna \| Klasyfikacja generalna \| Klasyfikacja generalna \| \| Kolarz \| Kolarz \| Państwo \| Drużyna \| Czas \| \| ---------------------- \| ---------------------- \| ---------------------- \| ----------------------- \| ---------------------- \| \| 1. \| Jakub Kaczmarek \| Polska \| Mazowsze Serce Polski \| 3h 52' 37" \| \| 2. \| Adam Stachowiak \| Polska \| Voster ATS Team \| + 2' 02" \| \| 3. \| Paweł Franczak \| Polska \| Voster ATS Team \| + 2' 16" \| \| 4. \| Stanisław Aniołkowski \| Polska \| CCC Development \| + 4' 40" \| \| 5. \| Mateusz Grabis \| Polska \| Voster ATS Team \| + 4' 40" \| \| 6. \| Michał Podlaski \| Polska \| Mazowsze Serce Polski \| + 4' 40" \| \| 7. \| Emanuel Piaskowy \| Polska \| Mazowsze Serce Polski \| + 4' 40" \| \| 8. \| Adam Kuś \| Polska \| TC Chrobry Scott Głogów \| + 4' 40" \| \| 9. \| Marek Rutkiewicz \| Polska \| Mazowsze Serce Polski \| + 5' 31" \| \| 10. \| Maciej Paterski \| Polska \| Wibatech Merx \| + 8' 18" \| |                       |         |                         |            |
| |                       |         |                         |            |
| Źródło: Cycling Archives |                       |         |                         |            |
| Klasyfikacja generalna |                       |         |                         |            |
| Kolarz | Kolarz                | Państwo | Drużyna                 | Czas       |
| 1. | Jakub Kaczmarek       | Polska  | Mazowsze Serce Polski   | 3h 52' 37" |
| 2. | Adam Stachowiak       | Polska  | Voster ATS Team         | + 2' 02"   |
| 3. | Paweł Franczak        | Polska  | Voster ATS Team         | + 2' 16"   |
| 4. | Stanisław Aniołkowski | Polska  | CCC Development         | + 4' 40"   |
| 5. | Mateusz Grabis        | Polska  | Voster ATS Team         | + 4' 40"   |
| 6. | Michał Podlaski       | Polska  | Mazowsze Serce Polski   | + 4' 40"   |
| 7. | Emanuel Piaskowy      | Polska  | Mazowsze Serce Polski   | + 4' 40"   |
| 8. | Adam Kuś              | Polska  | TC Chrobry Scott Głogów | + 4' 40"   |
| 9. | Marek Rutkiewicz      | Polska  | Mazowsze Serce Polski   | + 5' 31"   |
| 10. | Maciej Paterski       | Polska  | Wibatech Merx           | + 8' 18"   |

### Kobiety (30 sierpnia)
| Uście Gorlickie - Wysowa-Zdrój |  | (96 km) |

W zmaganiach elity kobiet zgłoszonych było 37 zawodniczek, z czego na starcie pojawiło się 30, a sklasyfikowanych zostało 29. Mistrzynią Polski została Marta Lach, która wyprzedziła Monikę Brzeźną i Karolinę Kumięgę.
| \| Klasyfikacja generalna \| Klasyfikacja generalna \| Klasyfikacja generalna \| Klasyfikacja generalna \| Klasyfikacja generalna \| \| Kolarz \| Kolarz \| Państwo \| Drużyna \| Czas \| \| ---------------------- \| ------------------------ \| ---------------------- \| ---------------------------------- \| ---------------------- \| \| 1. \| Marta Lach \| Polska \| CCC-Liv \| 2h 59' 42" \| \| 2. \| Monika Brzeźna \| Polska \| Mat Atom Deweloper \| + 14" \| \| 3. \| Karolina Kumięga \| Polska \| TKK Pacific Toruń - Nestlé Fitness \| + 1' 23" \| \| 4. \| Łucja Pietrzak \| Polska \| Mat Atom Deweloper \| + 5' 32" \| \| 5. \| Katarzyna Wilkos \| Polska \| Mat Atom Deweloper \| + 10' 59" \| \| 6. \| Agnieszka Skalniak-Sójka \| Polska \| CCC-Liv \| + 11' 04" \| \| 7. \| Marta Jaskulska \| Polska \| CCC-Liv \| + 16' 14" \| \| 8. \| Anna Sagan \| Polska \| TKK Pacific Toruń - Nestlé Fitness \| + 16' 14" \| \| 9. \| Dominika Włodarczyk \| Polska \| Mat Atom Deweloper \| + 16' 14" \| \| 10. \| Karolina Perekitko \| Polska \| Massi Tactic \| + 16' 14" \| |                          |         |                                    |            |
| |                          |         |                                    |            |
| Źródło: Cycling Quotient |                          |         |                                    |            |
| Klasyfikacja generalna |                          |         |                                    |            |
| Kolarz | Kolarz                   | Państwo | Drużyna                            | Czas       |
| 1. | Marta Lach               | Polska  | CCC-Liv                            | 2h 59' 42" |
| 2. | Monika Brzeźna           | Polska  | Mat Atom Deweloper                 | + 14"      |
| 3. | Karolina Kumięga         | Polska  | TKK Pacific Toruń - Nestlé Fitness | + 1' 23"   |
| 4. | Łucja Pietrzak           | Polska  | Mat Atom Deweloper                 | + 5' 32"   |
| 5. | Katarzyna Wilkos         | Polska  | Mat Atom Deweloper                 | + 10' 59"  |
| 6. | Agnieszka Skalniak-Sójka | Polska  | CCC-Liv                            | + 11' 04"  |
| 7. | Marta Jaskulska          | Polska  | CCC-Liv                            | + 16' 14"  |
| 8. | Anna Sagan               | Polska  | TKK Pacific Toruń - Nestlé Fitness | + 16' 14"  |
| 9. | Dominika Włodarczyk      | Polska  | Mat Atom Deweloper                 | + 16' 14"  |
| 10. | Karolina Perekitko       | Polska  | Massi Tactic                       | + 16' 14"  |